# Église Saint-Barthélemy de Melun
L'église Saint-Barthélemy est une église catholique située à Melun, en France dont il ne reste plus que le clocher, place de la Préfecture.

## Localisation
L'église est située dans le département français de Seine-et-Marne, sur la commune de Melun.

## Historique

### Le clocher
La démolition de l'église est décidée en 1807, à l'exception du clocher. Il est acheté par la ville de Melun en 1835 et fait l'objet d'une restauration en 1858.
La flèche du clocher connaît un sinistre en 1936 qui appelle sa réparation.
L'édifice est inscrit au titre des monuments historiques en 1946.
En 1999, le clocher fait l'objet d'une deuxième restauration.